# Жуки (Поставский район)
Жуки (белор. Жукi) — деревня в Новосёлковском сельсовете Поставского района Витебской области Беларуси. Население — 9 человек (2019).

## География
Деревня расположена в 11 км от города Поставы и в 2 км от центра сельсовета.

## История
В начале ХХ ст. — в Поставской волости Дисненского уезда Виленской губернии.
В 1909 году-  24 семьи, 155 жителей и 12 дворов.
В результате советско-польской войны 1919—1921 гг. деревня оказалась в составе Срединной Литвы.
С 1922 года — в составе Виленского воеводства Польши (II Речь Посполитая).
В сентябре 1939 года деревня была присоединена к БССР силами Белорусского фронта РККА.
С 15 января 1940 года — в Новосёлковском сельсовете Поставского района. Вилейской области БССР.
В 1941 году - 42 двора, 165 жителей.
На 30.12.1951 года — 41 хозяйство.
С 16 июля 1954 года — в Юньковском сельсовете.
В 1965 году — 43 двора, 110 жителей.
С 27 сентября 1991 года — в Лукашовском сельсовете.
С 24 августа 1992 года — в Новосёлковском сельсовете.
В 2001 году —16 дворов, 24 жителя, в колхозе имени Суворова.